# Rohrwerk Maxhütte
Die Rohrwerk Maxhütte GmbH ist ein deutsches Unternehmen der Stahlindustrie, das vornehmlich nahtlose Stahlrohre für die Energiebranche herstellt. Es ist einer von nur vier deutschen Produzenten von nahtlosen Stahlrohren in Deutschland und gehörte bis 2000 zur Maxhütte in Sulzbach-Rosenberg.

## Geschichte
Das Rohrwerk Maxhütte geht auf einen Aufsichtsratsbeschluss der zur Friedrich Flick-Gruppe gehörenden Eisenwerk-Gesellschaft Maximilianshütte mbH zurück, in dem der Bau eines Rohrwerks beschlossen wurde. Bereits 1954 wurde das Rohrwerk der Maxhütte gegründet. 1959 stellte das Rohrwerk mit einem 16 Meter langen nahtlos hergestellten Rohr einen Weltrekord auf. 1972 gelang es erstmals, Wälzlagerrohre mit dem Stoßbankverfahren und anschließender Verformung im Streckreduzierwalzwerk herzustellen. Anfang der 1980er Jahre wurde ein Glühofen im Werk installiert.
1987 ging die Maxhütte erstmals in Insolvenz. 1990 entstanden daraus die Neue Maxhütte Stahlwerke GmbH (NMH) und die Rohrwerk Neue Maxhütte GmbH, deren Anteilseigner die Montanunternehmen Thyssen, Krupp, Klöckner & Co und Mannesmann sowie der bayerische Staat waren. 1993 stieg der Freilassinger Bauunternehmer Max Aicher in das Unternehmen ein.
1998 ging die Maxhütte zum zweiten Mal in Insolvenz. Das Rohrwerk wurde vom Insolvenzverwalter durch eine übertragende Sanierung per Stichtag 1. Januar 2001 von der heutigen Max-Aicher-Unternehmensgruppe übernommen und so gerettet. 2003 wurde das Rohrwerk als eigenständiges Unternehmen unter dem heutigen Namen Rohrwerk Maxhütte GmbH ins Handelsregister eingetragen. Zuvor war es ab 2000 war es als rechtlich unselbständige Zweigniederlassung geführt worden.
Ab der Übernahme durch die Max-Aicher-Unternehmensgruppe wurden die Produktionsanlagen modernisiert und ausgebaut. So wurde im Jahr 2010 eine dritte Kaltpilgermaschine angeschafft, um Abmessungspalette und Produktionskapazität vor allem bei Premiumware zu steigern. Mit Kauf und Einbau summierte sich diese Investition auf über drei Millionen Euro. Am 6. Juli 2015 verließ überraschend Dirk Mahnke, seit 2013 Vorsitzender der Geschäftsführung, das Unternehmen. Für ihn kam kurz darauf Geschäftsführer Stefan Weniger als vorübergehender Restrukturierungsgeschäftsführer. Betriebsratsvorsitzender Karl-Heinz König bedauerte den Verlust von Mahnke und forderte in diesem Zusammenhang vom Firmeneigner Aicher neue Investitionen für das Rohrwerk. Er sprach von Versäumnissen seitens der Eigentümerfamilie Aicher, denn mit Verzicht sei das Werk nicht zu retten. 2018 wurden rund 2,5 Millionen Euro investiert, um eine neue 1000-Tonnen-Lochpresse in Betrieb zu nehmen, die es ermöglicht, höhere Blockeinsatzgewichte und auch hochlegierte Stähle umzuformen.
Im Juni 2021 erwarb Callista Private Equity das Rohrwerk.
Am 3. Dezember 2021 stellte das Unternehmen einen Insolvenzantrag (Sanierungsverfahren in Eigenverwaltung) beim Insolvenzgericht Amberg.
Ursache für die Insolvenz waren Lieferengpässe des Vormaterials, die zu Produktionsstillständen und einem Umsatzeinbruch führten. Die Corona-Pandemie und steigende Stahl- und Energiekosten setzten das Werk unter Druck. Dazu kamen Lieferengpässe bei Materialien und Logistikprobleme. Der Russisch-Ukrainische Krieg hat die Situation branchenweit inzwischen verschärft. Am 15. Juni 2022 wurde auf einer Betriebsversammlung bekanntgegeben, dass es zwei Investoren gebe, die fest zugesagt hätten. Nun müsse noch geklärt werden, welcher der beiden Kaufinteressenten „das bessere Konzept für ein zukunftsträchtiges Rohrwerk hat“. Am 22. Juni 2022 teilte der Insolvenzverwalter mit, dass die Verträge bereits vorlägen, aber noch nicht unterzeichnet seien. Insgesamt gehe es jetzt eher um Feinheiten. Am 4. Juli 2022 erklärte der Insolvenzverwalter, dass die britische Mertex-Gruppe neuer Eigentümer des Rohrwerks werde. Die Mertex-Gruppe sei ein auf den „Energiesektor spezialisiertes Rohrunternehmen“, welches im Wege der „übertragenden Sanierung“ den Geschäftsbetrieb der Rohrwerk Maxhütte GmbH übernehme und fortführte. Die neuen Inhaber bringen ein großes Auftragsvolumen in das Unternehmen ein und planten weitere Investitionen am Standort in Sulzbach-Rosenberg.

## Produkte
Durch Warmrohrfertigung und Kaltrohrerzeugung stellt das Rohrwerk nahtlose Stahlrohre für verschiedene Einsatzgebiete her. Die Hauptprodukte sind Kesselrohre, Siederohre und Gewinderohre, Luppenrohre und Wälzlagerrohre. Auch Maschinenbau- und Drehteilrohre sowie Rohre für den Transport von Wasser und Flüssigkeiten werden produziert.